# Асимптотически нормальная оценка
Асимптоти́чески норма́льная оце́нка — в математической статистике оценка, распределение которой стремится к нормальному распределению при увеличении размера выборки.

## Определение
Пусть {\displaystyle X_{1},\ldots ,X_{n},\ldots } — выборка из распределения {\displaystyle \mathbb {P} _{\theta }}, зависящего от параметра {\displaystyle \theta \in \Theta }.
Точечная оценка {\displaystyle {\hat {\theta }}} называется асимптотически нормальной с дисперсией {\displaystyle \sigma \ ^{2}(\theta )}, если
{\displaystyle {\sqrt {n}}\left({\hat {\theta }}-\theta \right)\to Z} по распределению при {\displaystyle n\to \infty },
где {\displaystyle Z\sim \mathrm {N} \left(0,\sigma ^{2}(\theta )\right)} - нормальная случайная величина.

## Замечание
Эквивалентно, оценка {\displaystyle {\hat {\theta }}} асимптотически нормальна, если
{\displaystyle {\frac {{\sqrt {n}}\left({\hat {\theta }}-\theta \right)}{\sigma (\theta )}}\to {\tilde {Z}}} по распределению при {\displaystyle n\to \infty },
где {\displaystyle {\tilde {Z}}\sim \mathrm {N} (0,1)}.

## Свойства
- Асимптотически нормальная оценка {\displaystyle {\hat {\theta }}} состоятельна.
- При выполнении достаточно общих технических условий оценка метода моментов асимптотически нормальна.

## Примеры
- Пусть {\displaystyle X_{1},\ldots ,X_{n},\ldots \sim \mathrm {U} [0,\theta ]} - выборка из непрерывного равномерного распределения, где {\displaystyle \theta >0}. Пусть

{\displaystyle {\hat {\theta }}_{1}=2{\bar {X}}},
где {\displaystyle {\bar {X}}} - выборочное среднее, а
{\displaystyle {\hat {\theta }}_{2}=X_{(n)}},
где {\displaystyle X_{(n)}=\max(X_{1},\ldots ,X_{n})}. 
Тогда оценка {\displaystyle {\hat {\theta }}_{1}} является асимптотически нормальной с дисперсией {\displaystyle \sigma ^{2}(\theta )=\theta ^{2}/3}, а оценка {\displaystyle {\hat {\theta }}_{2}} не является асимптотически нормальной. 